# Иван Голев (лекар)
Иван М. Голев е български лекар и просветен деец от Македония.

## Биография
Иван Голев е роден през 1869 или 1870 година в град Щип, тогава в Османската империя, днес в Северна Македония. Завършва Солунската българска мъжка гимназия и учителства няколко години. През 1899 година завършва медицина в Нанси, Франция.
Започва да работи на частна практика в Скопие и Щип. Посветен е във ВМОРО и лекува четници като Александър Нехтенин и Александър Малинков. През януари 1901 година е назначен за български лекар в Сяр и същевременно като извънреден учител преподава „популярна медицина“ и хигиена в Педагогическото училище в града. В края на 1903 година местните гърци, с интриги и чрез местната турска власт, го премахват от този пост. Няколко месеца работи в Битоля, след което е интерниран в родния му Щип, където работи до 1907 година. След това е околийски лекар в Горна Джумая до 1911 година. От тогава насетне работи като лекар в Българските държавни железници. Участва в Първата световна война като запасен санитарен подпоручик, началник на отделение в 1-ва запасна болница при 7-а пехотна дивизия. За отличия и заслуги през втория период на войната е награден с орден „За военна заслуга“, V степен.
През 1934 година е член на Щипското благотворително братство.
Умира на 28 февруари 1945 година. Има син Кирил, зъболекар завършил в Германия.